# 北海道興部高等学校
北海道興部高等学校（ほっかいどうおこっぺこうとうがっこう、Hokkaido Okoppe High School）は、北海道紋別郡興部町にある公立（道立）の高等学校。

## 沿革
- 1948年10月23日 - 北海道立紋別高等学校（のち北海道紋別北高等学校）興部分校として開校する。
- 1951年3月8日 - 北海道興部高等学校（興部町立）として設置が認可され、独立する。
- 1953年7月1日 - 道立に移管される。
- 2003年10月25日 - 開校50周年記念式典を挙行する。

## 主な出身者
- 清治真人 - 元技監、元国土交通省河川局長、元建設物価調査会理事長、元東京建設コンサルタント会長
- 谷藤満 - 漫画家